# Korngäu
Das Korngäu bzw. Obere Gäu liegt zwischen Schwarzwald im Westen und Schönbuch im Osten auf einer Hochfläche. Im Süden wird das Korn- bzw. Obere Gäu durch das Neckartal zwischen Horb und Rottenburg vom Albvorland getrennt.
Die Landschaft des Korngäus ist hügelig. Im Vergleich zu Schwarzwald und Schönbuch ist sie weniger von Wäldern und mehr von ackerbaulicher Nutzung geprägt.

## Abgrenzung des Korn- bzw. Oberen Gäus
Im Westen und Nordwesten grenzt das Korn-/Obere Gäu an das Heckengäu, im Nordosten an das Strohgäu. Im Süden folgt der Anstieg zur Schwäbischen Alb.
Heckengäu und Strohgäu sind ebenso wie das Korn-/Obere Gäu Teil der württembergischen Gäulandschaften und durch den Muschelkalk- bzw. unteren Keuper-Untergrund geprägt. Daher besteht hier kein auffälliger Unterschied in der landschaftlichen Ausprägung, so dass eine klare Abgrenzung des Korn-/Oberen Gäus in nördliche Richtung fehlt. Zusammen mit dem noch weiter nördlichen Zabergäu bilden die vier Gebiete das baden-württembergische Gäu.

## Bezeichnungen
Die Bezeichnungen „Oberes Gäu“ und „Korngäu“ stehen in der Regel für dieselbe Landschaft. Häufig wird „Oberes Gäu“ und „Korngäu“ synonym verwendet. In Karten, z. B. Topografische Karte 1:50000 wird die Landschaft auch als „Oberes oder Korngäu“ bezeichnet. Verbreitet sind auch die Bezeichnungen „Obere Gäue“ (Mz.) oder verkürzt „Gäu“, auch wenn nur das obere Gäu gemeint ist, z. B. Eutingen im Gäu.
Wie z. B. durch Internet-Recherche mittels Suchmaschinen belegbar, ist die Bezeichnung „Oberes Gäu“ häufiger und tritt unter anderem regional im gewerblichen und öffentlichen Bereich (Zweckverbände) sowie bei Vereinen usw. auf und bezeichnet damit die geographische Lage einer Gemeinde oder eines Gemeindeverbundes dieser Region.
Die Bezeichnung „Korngäu“ ist dagegen häufig (aber nicht ausschließlich) auf Internetseiten mit Bezug auf naturräumliche bzw. landschaftliche Gegebenheiten oder landwirtschaftliche Nutzung präsent. Die für die Bezeichnung „Korngäu“ namengebende Typlokalität liegt aber im östlichen Teil, etwa zwischen Herrenberg und Neckar. Hier steht infolge des +/- östlichen Schichteinfallens ebenso wie am Hangfuß des Schönbuchs Unterer Keuper an, zudem ist Lössbedeckung verbreitet, was den Boden tiefgründiger und fruchtbarer macht.
In der Systematik des Handbuchs der naturräumlichen Gliederung Deutschlands allerdings ist das Korngäu (122.41) Bestandteil des Oberen Gäus (122.4), wobei etwa das unten genannte Herrenberg (122.49) statt dem Korngäu dem Oberen Gäu zugerechnet wird (siehe Naturräumliche Gliederung der Oberen Gäue). Weiter werden nach dieser Einteilung westlich ans Korngäu anschließende Gebiete des Heckengäus (122.40, 122.44) dem Oberen Gäu zugerechnet. Das Neckartal zwischen den unten genannten Orten Sulz und Rottenburg wird noch nicht einmal dem Oberen Gäu, sondern dem Naturraum Eyach-Gäuplatten (122.3) zugeordnet. Davon sind auch Vöhringen und Horb betroffen. Schließlich bilden die Oberen Gäue (Plural!) gemäß Handbuch die naturräumliche Einheit 122 mit den zuvor genannten und weiteren Naturräumen als Bestandteilen. In Nord-Süd-Richtung erstrecken sich die Oberen Gäue vom Oberen Gäu über Sulz hinaus bis kurz vor Schwenningen (Naturraum 121, Baar), fast bis zum Neckarursprung.
Wie schon der Name „Oberes Gäu“ besagt, sind hier unter den baden-württembergischen „Gäulandschaften“ die höchsten Erhebungen zu finden. Der Kühlenberg nördlich der Ortschaft Jettingen ist mit 627 m ü. NN die höchste Erhebung der sog. „Gäulandschaften“.
Auch hier ist die Landschaft durch verschiedene Karsterscheinungen geprägt, wie z. B. Dolinen (Erdfälle) oder Höhlen, z. B. das Pommerlesloch, eine Schachthöhle zwischen Mötzingen und Jettingen.

## Orte im Korngäu
Eutingen im Gäu, Horb am Neckar, Sulz am Neckar, Vöhringen, Rottenburg am Neckar, Herrenberg, Ergenzingen, Neustetten, Jettingen, Bondorf, Gäufelden, Mötzingen, Vollmaringen, Baisingen, Weitingen

## Kultur und Sehenswürdigkeiten
- Eutingen im Gäu, im Ortskern steht die St.-Stephanuskirche wurde 1494–1498 erbaut. Der Turm stammt aus dem 13. Jahrhundert.
- Vom Eutinger Segelfluggelände hat man einen Ausblick auf die Schwäbische Alb und Richtung Schwarzwald.
- Horb mit einer der schönsten Stadt-Silhouetten Deutschlands, Bahnhof mit direktem IC-Anschluss
- Rottenburg, alte Römerstadt, Dom und Bischofssitz der Diözese Rottenburg-Stuttgart
- Altstadt von Herrenberg mit Burgruine, Stiftskirche und Fachwerkhäusern
- Der Jüdische Friedhof und die Synagoge in Baisingen

## Wirtschaft und Politik
Wie im übrigen Speckgürtel der Landeshauptstadt Stuttgart so haben sich auch im Korngäu viele Unternehmen angesiedelt. Insbesondere die verkehrsgünstige Lage vieler Gemeinden an der Autobahn A 81 und der Stuttgarter S-Bahn hat zur wirtschaftlichen Prosperität der Region beigetragen.

### Gäu-Quadrat
Das Korngäu mit Einbezug der Gebiete um Nagold gilt auch für die Zukunft als wirtschaftlich besonders und mit Potenzial für weiteres Wachstum; aus diesem Grund wird diese Region um die vier in etwa quadratisch zueinander liegenden Städte Herrenberg, Rottenburg, Horb und Nagold auch eigens als „Gäu-Quadrat“ bezeichnet. Speziell macht die Lage des Gäuquadrats, dass hier die vier Regierungsbezirke Baden-Württembergs aufeinandertreffen. Weil Teile der Infrastrukturgelder von den Regierungsbezirken verteilt werden, diese sich aber eher auf die Infrastruktur innerhalb ihrer Bezirksgrenzen konzentrierten, wurde die Förderung von Infrastruktur über die Bezirksgrenzen hinweg, wie beispielsweise die ÖPNV-Verbindung von Herrenberg (Regierungsbezirk Stuttgart) nach Nagold (Regierungsbezirk Karlsruhe), lange vernachlässigt, was auch zu einer Diskussion im Landtag von Baden-Württemberg führte.